# ریک ریمندر
ریک ریمندر (زاده ۶ فوریه ۱۹۷۳) نویسنده، مجری برنامه و تهیه‌کننده آمریکایی است که در لس آنجلس ساکن است. او را بیشتر به خاطر فعالیت در خلق کمیک های مارول می‌شناسند.

## External links
- وبگاه رسمی
- Rick Remender در اطلاعات کتاب کمیک
- ریک ریمندر در بانک اطلاعات اینترنتی فیلم‌ها (IMDb)
- Interview with Remender on the Comic Geek Speak podcast

| پیشین: Matt Fraction | پانیشر writer 2008–2011 (2008 with Matt Fraction) | پسین: Greg Rucka              |
| پیشین: Andy Diggle   | صاعقه‌ها writer 2009                               | پسین: Jeff Parker             |
| پیشین: وارن الیس     | Secret Avengers writer 2012–2013                  | پسین: Nick Spencer (Volume 2) |
| پیشین: Ed Brubaker   | Captain America writer 2012–2015                  | پسین: Nick Spencer            |
| پیشین: n/a           | Uncanny Avengers writer 2012–2015                 | پسین: Gerry Duggan            |